# Olaszfalu
Olaszfalu [olasfalu] (německy Wallendorf) je obec v Maďarsku v župě Veszprém, spadající pod okres Zirc. Nachází se asi 2 km jihovýchodně od Zirce a asi 18 km severovýchodně od Veszprému. V roce 2015 zde žilo 1 033 obyvatel. Dle údajů z roku 2011 tvoří 86,8 % obyvatelstva Maďaři a 3,8 % Němci, přičemž 13,2 % obyvatel se ke své národnosti nevyjádřilo. Název znamená italská vesnice.
Kromě hlavní části jsou součástí obce i osady Alsópere a Felsőpere.
Sousedními obcemi jsou Eplény a město Zirc.